# Nati nel 1442
| Questa pagina contiene informazioni ricavate automaticamente dalle voci biografiche con l'ausilio del template Bio e di un bot. L'aggiornamento è periodico e automatico e ricostruisce completamente la pagina. Se manca una persona in questa lista, sei pregato di non aggiungerla, ma accertati piuttosto che la sua voce biografica contenga il template Bio e che i dati anagrafici siano correttamente compilati. Se il template Bio manca, inseriscilo tu stesso o, in alternativa, metti l'avviso {{tmp\|Bio}} che ne segnala la mancanza. Se i dati riportati sono sbagliati, correggi direttamente la voce biografica; le modifiche saranno visibili in questa lista entro pochi giorni. Per chiarimenti vedi il progetto biografie. La lista contiene solo le 24 persone che sono citate nell'enciclopedia e per le quali è stato implementato correttamente il template Bio. Pagina aggiornata al 10 ago 2025. |

- 1º gennaio - Margherita di Baviera, principessa († 1479)
- 23 aprile - Elena Paleologa, principessa bizantina († 1469)
- 28 aprile - Edoardo IV d'Inghilterra, re († 1483)
- 24 giugno - Gian Giacomo Trivulzio, nobile, militare e politico italiano († 1518)
- 3 luglio - Go-Tsuchimikado, imperatore giapponese († 1500)
- 13 luglio - Vannozza Cattanei, italiana († 1518)
- 3 agosto - Galeotto I Pico della Mirandola, condottiero e nobile italiano († 1499)
- 20 agosto - Ventura Vitoni, architetto italiano († 1522)
- 6 settembre - Renato de' Pazzi, politico italiano († 1478)
- 8 settembre - John de Vere, XIII conte di Oxford, nobile e militare britannico († 1513)
- 27 settembre - John de la Pole, II duca di Suffolk, duca
- Tamás Bakócz, cardinale e arcivescovo cattolico ungherese († 1521)
- Benedetto da Maiano, architetto e scultore italiano († 1497)
- Urbano Bolzanio, umanista e grecista italiano († 1524)
- William Bonville, VI barone Harington, nobile britannico († 1460)
- Federico di Saluzzo, vescovo cattolico italiano († 1483)
- Agostino Fregoso, condottiero italiano († 1486)
- Hatakeyama Masanaga, militare giapponese († 1493)
- Maria di Tver', nobile († 1467)
- Katherine Neville, nobile britannica
- Niccolò Orsini, condottiero italiano († 1510)
- Erhard Ratdolt, tipografo tedesco († 1528)
- Toki Shigeyori, militare giapponese († 1497)
- Domenico della Rovere, cardinale e vescovo cattolico italiano († 1501)